# Lib (otok)
Lib (marš. Ellep), otok u sastavu Maršalovih Otoka, dio lanca Ralik.

## Stanovništvo
| broj stanovnika | 44    | 142   | 98    | 98    | 115   | 147   |
|                 | 1958. | 1967. | 1973. | 1980. | 1988. | 1999. |